# Ferenc Mádl
Ferenc Mádl, (Bánd condado de Veszprém, 29 de enero de 1931 - 29 de mayo de 2011) fue el Presidente de Hungría, entre 4 de agosto de 2000 y el 5 de agosto de 2005.

## Biografía
Casado con Dalma Némethy, tienen un hijo y tres nietos. Estudió leyes y ciencias políticas en la Universidad de Budapest, egresando en 1955. Estudió derecho comparado en la Universidad de Estrasburgo, entre 1961 y 1963, recibiendo el título de doctor en 1964.
El 3 de mayo del 2000 fue nominado por el Fidesz y FKGP para el puesto de Presidente de la República, cargo que aceptó. La Asamblea Nacional de Hungría lo eligió el 6 de junio de 2000, iniciando su período el 4 de agosto de dicho año. Terminó su período el año 2005, una vez terminado el período constitucional de 5 años, no queriendo continuar en el cargo.